# Ikondo (Kagera)
Ikondo è una circoscrizione rurale (rural ward) della Tanzania situata nel distretto di Muleba, regione del Kagera. Conta una popolazione di 6 312 abitanti (censimento 2012).